# David Beck (dichter)
David Beck (Keulen, 18 januari 1594 – Arnhem, februari 1634) was een Nederlands dichter.

## Biografie
David Beck, zoon van Stephan Beck en Sara van Arschot, werd geboren in Keulen, in een familie die stamde uit een geslacht van messingfabrikanten uit Aken en Stolberg. Omstreeks 1600 verspreidden gezinsleden zich over protestantse delen van Europa. In 1612 verhuisde Beck naar Emmerik, waar hij werkzaam was als schoolmeester. In 1618 vertrok hij naar Den Haag, waar hij in zijn woning in de Hoogstraat een Franse school vestigde.      
In 1625 verhuisde Beck naar Arnhem, waar hij van het stadsbestuur een monopoliepositie kreeg voor de vestiging van een Franse school. Hier overleed hij in 1634 op 40-jarige leeftijd.

## Schrijverschap
Beck gebruikte zijn dichtwerk, vormgegeven in het toentertijd moderne sonnet, onder meer om zijn grote bewondering te uiten voor de veldtochten van kapitein-generaal Maurits tijdens de Nederlandse Opstand. Veldtochten en belegeringen worden beschreven vanuit een streng-calvinistisch perspectief, met andere accenten als gebruikelijk in de Nederlandse canon. Ook de binnenlandse onlusten tijdens het Twaalfjarig Bestand komen bij hem aan de orde, onder meer de controverses tussen Maurits en Johan van Oldenbarnevelt.
Naast deze sonnetten over de Opstand en Maurits heeft Beck ook ander werk geschreven, zoals liefdeslyriek voor zijn overleden vrouw Roeltje, lofdichten op Willem Lodewijk, Ernst Casimir en Frederik Hendrik en een ode aan Jacob Cats. Zijn geestelijke poëzie bevat psalmberijmingen, gebeden en gedichten ter gelegenheid van  bijzondere dagen uit het kerkelijk jaar.
Met beroemde tijdgenoten heeft Beck gemeen dat de herovering van Wesel – een nevenproduct bij de verovering van Den Bosch - in een gedicht het primaat krijgt.
Beck was naast dichter ook schilder, componist en tekenaar. 

## Familie
In 1618 trouwde Beck met Roeltje van Belle; het echtpaar kreeg drie kinderen. Zijn vrouw overleed in 1623 in het kraambed. In 1629 hertrouwde Beck met Geertruijt Janszdr Noot. Ook uit dit huwelijk werden drie kinderen geboren.
Beck was een oom van de schilder David Beck.

## Werken
- Dagboek uit 1624, manuscript in het Haags Gemeentearchief;
- Dagboek uit 1627 en 1628, manuscript in het Gelders Archief;
- De Trophéen off Zege-Teeckenen Van den Nederlantschen Mars, manuscript in het Koninklijk Huisarchief. Dit manuscript bevat tweehonderd sonnetten en een Poëme (vijftien pagina’s in alexandrijnen);
- een inschrijving in het Album Amicorum van Ernst Brinck.

Naast bovenstaand werk in autograaf van Beck zijn aan hem toegeschreven werken aanwezig in de Koninklijke Bibliotheek:
- De Trophéen off Zeghe-teeckenen van den Nederlandschen Mars Tweede deel, Delft 1622;
- Gelderlants Triumph-dicht, Arnhem 1629;
- Manuscript Anna Roemers (afgeschreven door David de Moor); liefdeslyriek en geestelijke poëzie.

- Bibliothèque nationale de France: cb15066978z (data)
- Digitale Bibliotheek voor de Nederlandse Letteren: beck001
- Gemeinsame Normdatei: 119131471
- International Standard Name Identifier: 0000 0000 3026 1130
- Library of Congress Control Number: n93113508
- Nederlandse Thesaurus van Auteursnamen: 105388300
- RKD-Nederlands Instituut voor Kunstgeschiedenis: 434861
- Système universitaire de documentation: 197641466
- Virtual International Authority File: 10136262
- WorldCat: E39PBJwMGhYh6cbXJcGfrBRBT3